# Каинды (Кеминский район)
Каинды (кирг. Кайиңды) — село в Кеминском районе Чуйской области Кыргызстана. Административный центр Кек-Ойрокского аильного округа. Код СОАТЕ — 41708 213 823 01 0.

## Население
| год     | 2009 | 2014 | 2015 |
| ------- | ---- | ---- | ---- |
| человек | 1414 | 1509 | 1728 |

## Известные жители
- Иманалиев, Мурзабек Иманалиевич (1931—2017) — математик, академик АН Киргизской ССР (1977).
- Токомбаев, Аалы (1904—1988) — народный поэт Киргизии (1945), академик АН Киргизской ССР (1954), Герой Социалистического Труда (1974); «киргизский Пушкин».